# Alliance pour la solidarité au Mali – Convergence des forces patriotiques
L'Alliance pour la solidarité au Mali-Convergence des forces patriotiques (ASMA-CFP) est un parti politique malien fondé en 2013.
Il remporte trois sièges aux élections législatives maliennes de 2013.
Aux élections législatives maliennes de 2020, quatre sièges sont remportés par l'ASMA-CFP[réf. souhaitée].